# Dragon Ash
Dragon Ash (ドラゴンアッシュ Doragon Asshu?) es una banda de rock japonesa creado por el rapero Kenji Furuya. Este grupo de música son un ícono en Japón y una de los primeras bandas en populizar el hip hop en ese país. Ellos trajeron un sabor occidental a la música japonesa y ayudó a su vez incorporar la música rap, con una mezcla de influencias de reggae, rap, rapcore, punk, música española, y R&B. Algunas de sus canciones más conocidas incluyen Grateful Days, Life Goes On y I Love Hip Hop. 
Dragon Ash ha adquirido cierta popularidad fuera de Japón cuando la canción Shizuka na Hibi no Kaidan Wo fue utilizado como el tema que finalizó la popular película japonesa, Battle Royale. Kenji Furuya también ha trabajado en varios proyectos secundarios en los últimos años, incluyendo ser el frontman de Steady & Co, un grupo japonés de hip hop y productor discográfico del grupo, compuesto por él mismo, Bots, Ilmari de Rip Slyme, y Shigeo de SBK (Skebo King). Además de Steady & Co, Furuya también ha colaborado con otros artistas japoneses de hip hop en el álbum Mob Squad y su posterior sello discográfico.

## Miembros
- Kenji "Kj" Furuya – voz, guitarra
- Ikuzo "Iküzöne" Baba – bajo (Fallecido el 21 de abril de 2012)
- Makoto Sakurai – batería
- DJ BOTS - unido en 1999
- Hiroki – guitarra eléctrica, unido en 2003
- Atsushi – baile, unido en 2003
- Dri-V – baile, unido en 2003

## Premios/Nominaciones

### Premios
2002
- MTV Video Music Awards Japan Mejor Video de Rock - Fantasista

### Nominaciones
2007
- MTV Video Music Awards Japan Mejor Video buzzASIA Japón - Ivory

## Discografía

### Álbumes
- 1997: Mustang!
- 1998: Buzz Songs
- 1999: Viva la Revolution
- 2001: Lily of Da Valley
- 2003: Harvest
- 2004: Harvest Remixes
- 2005: Río de Emoción
- 2007: Independiente
- 2009: Freedom
- 2010: Mixture
- 2012: Loud & Peace
- 2014: The Faces
- 2017: Majestic

### EP
- 1997: The Day Dragged On
- 1997: Public Garden

### Singles/maxi singles
- 1997: "Rainy Day And Day"
- 1998: "Hi Wa Mata Noborikuri Kaesu"
- 1998: "Under Age's Song"
- 1999: "Let Yourself Go, Let Myself Go"
- 1999: "Grateful Days"
- 1999: "I Love Hip Hop"
- 2000: "Deep Impact"
- 2000: "Summer Tribe"
- 2000: "Lily's E.P."
- 2002: "Life Goes On"
- 2002: "Fantasista"
- 2003: "Morrow"
- 2004: "Shade"
- 2005: "Crush The Window"
- 2005: "Yūnagi Union"
- 2006: "Ivory"
- 2006: "Few Lights Till Night"
- 2006: "Yume de Aetara"
- 2008: "Velvet Touch"
- 2008: "Tsunagari Sunset"
- 2008: "Unmei Kyoudoutai"

### LP
- 1998: Free Your Mind #33
- 2000: Deep Impact
- 2000: Summer Tribe
- 2000: Episode 2
- 2000: Amploud
- 2000: Shizuka na Hibi no Kaidan Wo
- 2004: Harvest Remixes

### Álbumes compilatorios
- 2007: The Best Of Dragon Ash With Changes Vol.1
- 2007: The Best Of Dragon Ash With Changes Vol.2

### Split álbum
- 2003: Mob Squad

### Banda sonora
- 2006: The Fast and the Furious: Tokyo Drift soundtrack - "Resound ft. HIDE, 136"

## Videografía

### VHS
- 1998: Buzz Clips
- 2001: Lily Da Video
- 2003: Posse In Video

### DVD
- 2001: Buzz Clips
- 2001: Lily Da Video
- 2003: Posse In Video
- 2005: Video de Emoción
- 2007: The Best Of Dragon Ash With Changes

### Videos musicales
Del álbum The Day Dragged On
- "天使ノロック (Tenshi no Rokku)" (1997)

Del álbum Public Garden
- "Ability → Normal" (1997)

Del álbum Mustang!
- "Rainy Day And Day" (1997)

Del álbum Buzz Songs
- "陽はまたのぼりくりかえす (Hi Wa Mata Noborikuri Kaesu)" (1998)
- "Under Age's Song" (1998)

Del álbum I Love Hip Hop
- "I Love Hip Hop" (1999)

Del álbum Viva La Revolution
- "Let Yourself Go, Let Myself Go" (1999)
- "Grateful Days" ft. Zeebra, ACO (1999)
- "Rock The Beat" (1999)

Del álbum Summer Tribe
- "Summer Tribe" (2000)

Del álbum Lily Of Da Valley
- "Deep Impact" ft. Rappagariya (2000)
- "Amploud" (2000)
- "静かな日々の階段を (Shizuka na Hibi no Kaidan Wo)" (2000)
- "Bring It" (2001)
- "Revolater" (2001)
- "Sunset Beach" (2001)

Del álbum Life Goes On
- "Life Goes On" (2002)

Del álbum Harvest
- "Fantasista" (2002)
- "Revive" (2003)
- "Morrow" (2003)
- "Episode 4" ft. SHUN, SHIGEO (2003)

Del álbum Shade
- "Shade" (2004)

Del álbum Río de Emoción
- "Crush The Window" (2005)
- "夕凪Union (Yuunagi Union)" (2005)
- "Los Lobos" (2005)
- "Palmas Rock" ft. UZI-ONE (2005)
- "Scarlet Needle" (2005)

Del álbum Independiente
- "Ivory" (2006)
- "Few Lights Till Night" (2006)
- "夢で逢えたら (Yume de Aetara)" (2006)
- "Fly" (2007)

Del álbum The Best Of Dragon Ash With Changes Vol.2
- "Wipe Your Eyes" ft. Kaori Mochida Del álbum ELT (Every Little Thing) (2007)